# Le Mal bleu
Le Mal bleu est le vingt-cinquième tome de la série de bande dessinée Thorgal, dont le scénario a été écrit par Jean Van Hamme et les dessins réalisés par Grzegorz Rosiński.

## Synopsis
Après avoir vaincu Arachnéa, Thorgal quitte le peuple de Notre Terre et poursuit son voyage en compagnie des siens. En cours de route, ils croisent une barque apparemment abandonnée. Jolan se risque à inspecter le bateau et y découvre un homme mort à la peau bleutée. Jolan se fait mordre par un rat présent sur le bateau. Ils se font attaquer plus tard par des hommes de petite taille, et sont sauvés de justesse par un seigneur de la région. Il leur offre gîte et couvert dans son royaume, Zhar, jusqu'à ce qu'il s'aperçoive qu'Aaricia est atteinte du « mal bleu », une maladie qui décime la population de Zhar et qui paraît incurable.

## Publication
- Le Lombard, novembre 1999,  (ISBN 2-8036-1414-6)